# Selet, Kamajokk
Selet är en sjö i Jokkmokks kommun i Lappland och ingår i Luleälvens huvudavrinningsområde. Sjön har en area på 0,105 kvadratkilometer och ligger 381 meter över havet. Sjön, som ligger i naturreservatet Kamajokk, avvattnas av vattendraget Gamájåhkå.
Selet är en något bredare del av vattendraget Gamájåhkå där den flyter lugnare, och är inte en sjö i traditionell mening.

## Delavrinningsområde

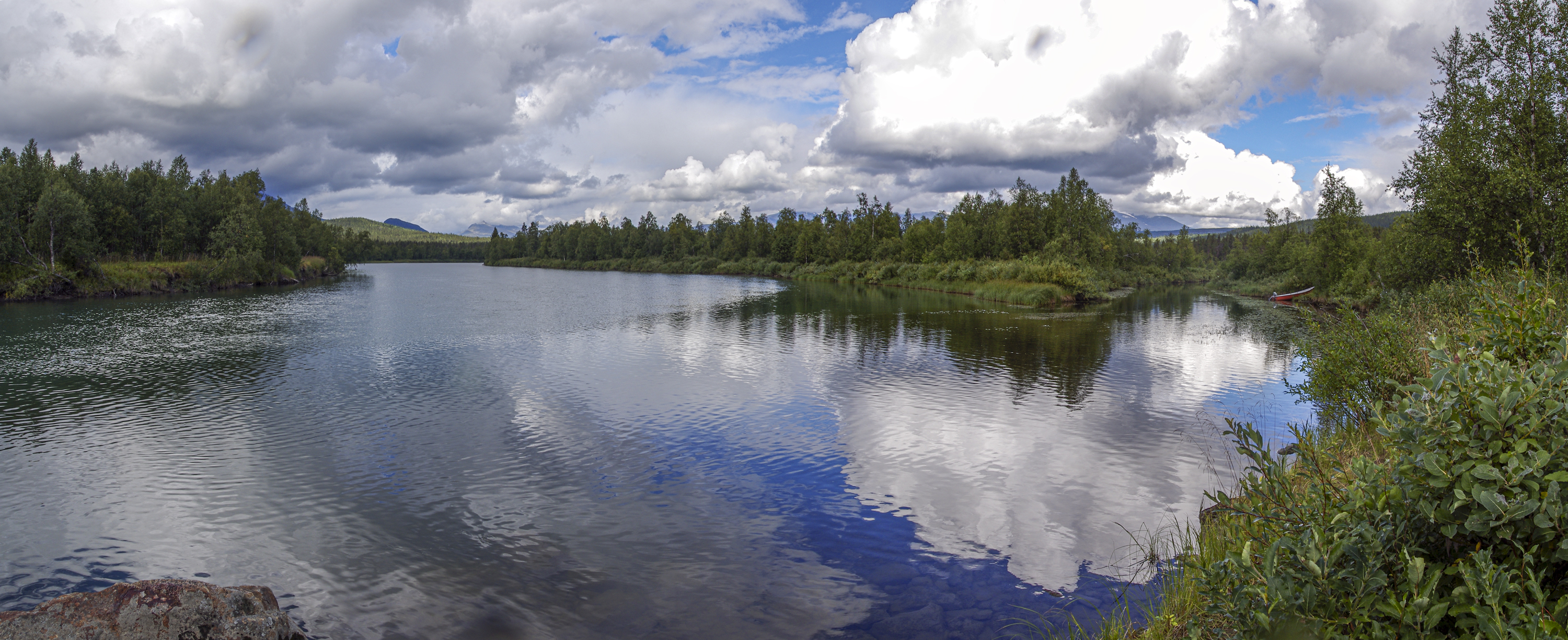
Sjön Selet i Gamájåhkå med Njáhkájåhkås inlopp - vy mot norr.

Selet ingår i det delavrinningsområde (743459-158304) som SMHI kallar för Ovan Njakajåkkå. Medelhöjden är 575 meter över havet och ytan är 32,87 kvadratkilometer. Räknas de 30 avrinningsområdena uppströms in blir den ackumulerade arean 518,99 kvadratkilometer. Gamájåhkå avvattnar avrinningsområdet och vattnet fortsätter därefter genom Lilla Luleälven och Lule älv innan det når havet efter 302 kilometer. Avrinningsområdet består mestadels av skog (72 procent) och kalfjäll (22 procent). Avrinningsområdet har 0,43 kvadratkilometer vattenytor vilket ger det en sjöprocent på 1,3 procent.